# Frédéric Bataille
Georges-Frédéric Bataille  (n. 17 iulie 1850, Mandeure⁠(d), Franche-Comté⁠(d), Franța – d. 29 aprilie 1946, Besançon, Franța) a fost un profesor, literat (poet, fabulist, gramatician) și micolog francez. Abrevierea numelui său în cărți științifice este  Bataille.

## Biografie

### Literatul

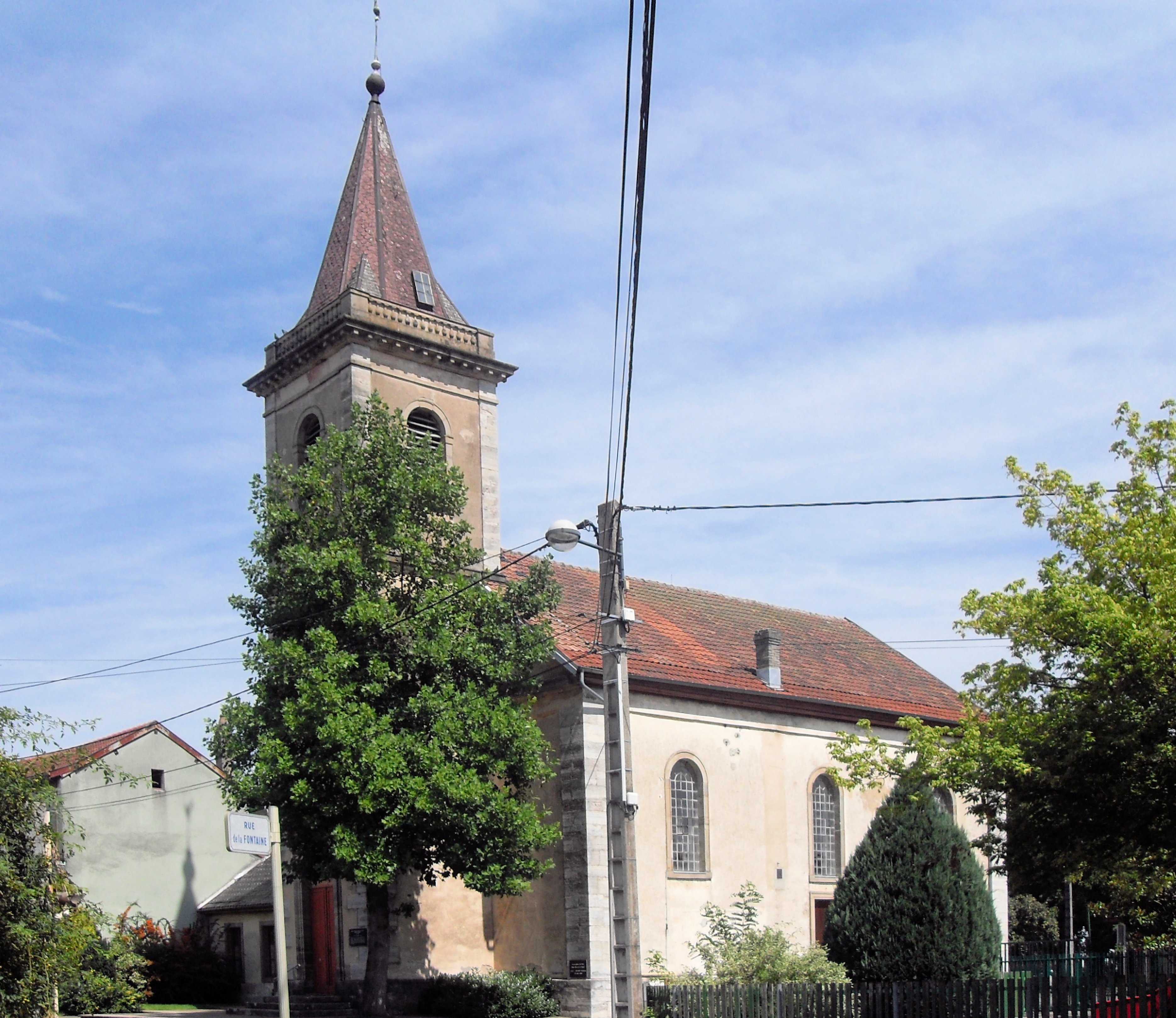
Mandeure: Biserica luterană

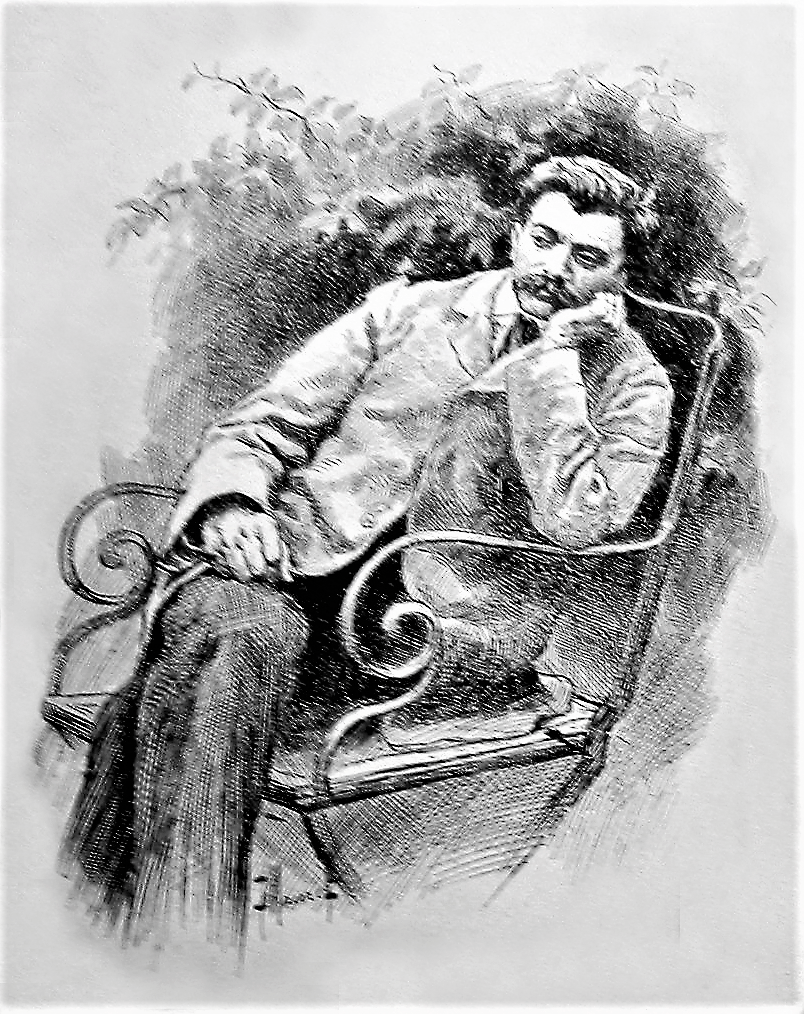
Frédéric Bataille înainte de 1893

Bataille a fost fiul unei familii de țărani protestanți. Instruit ca profesor la École modèle de Montbéliard, a deținut după absolvire mai multe funcții ca profesor în regiune între 1870 și 1884. În ciuda calităților sale pedagogice, nu i-au plăcut atitudinile monarhiste și conservatoare ale părințiilor elevilor săi, pentru că a fost un gânditor liber și republican. A devenit membru al Société des gens de lettres în 1881, dar nu s-a angajat în cercurile literare ale capitalei, pe care le-a găsit superficiale. În 1884, a fost numit profesor la Lycée Michelet din Vanves apoi la Lycée Michelet din Paris, până ce s-a retras la Besançon în 1905. Din 1885 devenise funcționar al Academiei Franceze, iar în 1895 oficial pentru instruire publică. În această perioadă a scris de exemplu Grammaire pratique de la langue française - Cours élémentaire, o gramatică franceză în 2 volume (1887), Manuel méthodique pour l’enseignement du français (1889) și Leçons pratiques de Lecture, de Récitation, de Rédaction et de Morale (2 volume, 1892-1896).
În tot timpul carierei sale ca profesor (dar și după acea) a fost un poet recunoscut, publicând cărți de poezie și fabule cu titluri ca de exemplu: Délassements (1873), Le Pinson de la mansarde (1875), Le clavier d'or (1884), La veille du péché (1886), Poèmes du soir (1889), Choix de poésies (1892) sau Les Fables d’École et de la Jeunesse (1893 ). Poeziile sale au fost dotate de două ori cu premiul Alfred de Musset precum cu Premiul Chauchard” al Société des gens de lettres, iar fabulele lui au fost valorificate de către Academia Franceză precum de Société d’encouragement ca foarte frumoase. Bataille cooperat de asemenea cu multe magazine precum jurnale literare, printre altele Tribune littéraire, Revue de la Poésie, La Jeune France, Revue internationale, Magasin Pittoresque sau Revue française de Londres  publicând acolo zelos.

### Micologul
În același timp a început să se intereseze pentru micologie, devenind discipol al faimosuluiui Lucien Quélet care a influențat ulterior publicațiile sale micologice și care i-a devenit ulterior prieten ca și renumitul Narcisse Théophile Patouillard.
După retragerea la Besançon a dezvoltat o activitate substanțială în domeniul micologiei și a scris mai multe cărți, însemnătoare până în prezent. Și-a făcut un nume prin publicarea mai multor monografii despre 2 familii de bureți, anume Hymenogastraceae (cu, printre altele, genurile Galerina, Hebeloma, Hymenogaster)  și Tuberaceae (incluzând de exemplu genurile trufelor), precum de 11 genuri fungide (Amanita, Boletus, Cortinarius, Helvella, Hygrophorus, Inocybe, Lactarius, Lepiota, Marasmius, Morchella, Russula). Cea mai prestigioasă dintre aceste lucrări a fost Les réactions macrochimiques chez les champignons, suivies d'indications sur la morphologie des spores („Reacții macrochimice în ciuperci, urmate de indicii de morfologie a sporilor”), publicată post mortem în 1948, în care a arătat că reacțiile chimice ale corpului fructifer unui burete pot fi un indicator excelent pentru identificarea ciupercilor și, prin urmare, posibilitatea de a determina taxoni noi. A scris de asemenea pentru Societatea Lineană (1924 și 1936).
Renumitul literat și micolog a murit la vârsta avansată de aproape 96 de ani în Besançon. Mai multe străzi poartă numele său, anume la: Besançon Grand-Charmont, Lyon Montbéliard, Nommay, și Valentigney. Dar și multe școli sunt denumite în memoria lui. La Mandeure mai există casa părinților în Piața Frédéric Bataille.

## Ciuperci descrise de Bataille (selecție)

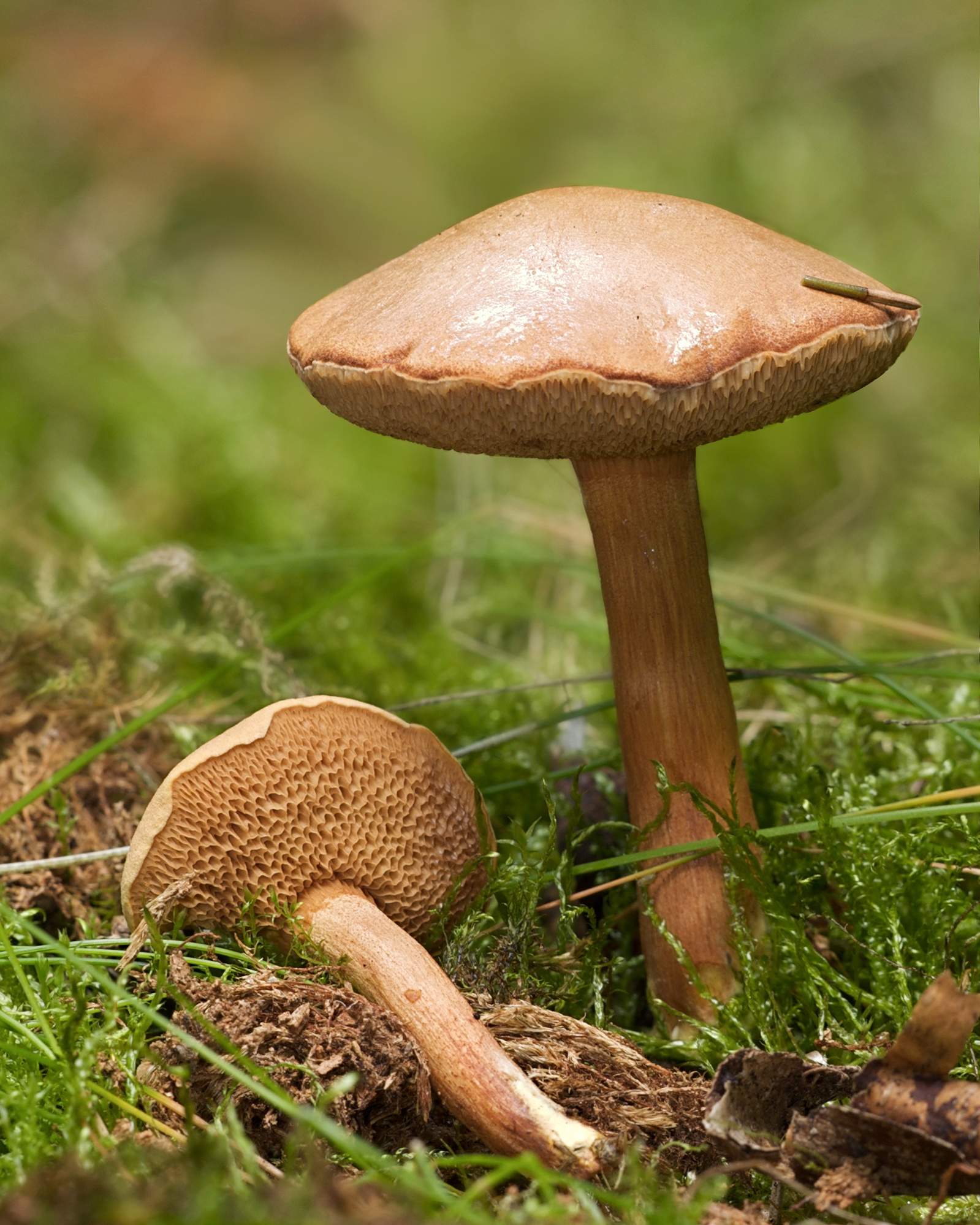
Bataille: Chalciporus piperatus

- Chalciporus, gen (Bull.) Bataille (1908)
- Rhodoporus, gen (Quél.) Bataille (1908), în prezent Tylopilus (Bull.) P.Karst.
- Exoascus Fuckel, gen și specii (cheie de identificare pentru speciile genului conform plantelor gazde și ținând seama de caracteristicile soiurilor, 1936)
- Merulius Fr., 1821, gen și specii (cheie de identificare pentru speciile genului conform plantelor gazde și ținând seama de caracteristicile soiurilor, 1924)
- Taphrina Fr., gen și specii (cheie de identificare pentru speciile genului conform plantelor gazde și ținând seama de caracteristicile soiurilor, 1936)
- Hygrocybe sect. Nigrescentes, secție (Bataille) Candusso (1997)
- Hygrocybe sect. Tristes, secție (Bataille) Singer (1951)
- Hygrocybe subsect. Aurei, subsecție (Bataille) Bon (1989)
- Hygrocybe subsect. Coccineae, subsecție (Bataille) Singer (1951)
- Hygrocybe subsect. Psittacinae, subsecție (Bataille) Arnolds (1990)
- Hygrocybe subsect. Squamulosae, subsecție (Bataille) Singer (1951)
- Chalciporus amarellus (Quél.) Bataille (1908)
- Chalciporus piperatus (Bull.) Bataille
- Lactarius lilacinus var. spinosulus Bataille [18]
- Otidea leporina (Bataille: Fr.) Fuckel
- Polyporus arcularius (Bataille) Fr.
- Sarcodon joeides (Pass. Bataille (1924)
- Xeromphalina campanella (Fr.: Bataille) Maire & Kühner

## Ciuperci denumite în onoarea lui de Bataille

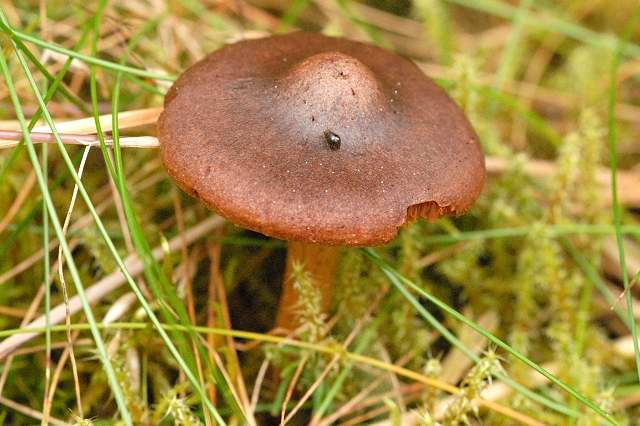
Cortinarius bataillei

- Cortinarius (Dermocybe) bataillei (J.Favre) M.M.Moser.[19]
- Clavaria bataillei Maire (1913, în prezent Ramaria bataillei Corner (1950)[20]
- Cudoniella bataillei (Boud.) Bon & Cand. (1973)[21]
- Melanoleuca bataillei Malençon & Bertault (1975)[22]
- Russula bataillei (Pers.) Bidaud & Reumaux (1996)[23]

## Onoruri
Bataille a fost membru multor societăți.
- Membru al Société des gens de lettres („Societatea de oameni literari”), 1881
- Membru al Académie des sciences, belles-lettres et arts de Besançon et de Franche-Comté („Academia de Științe, Literatură și Arte din Besançon și Franche-Comté”)
- Membru al Société botanique du Centre-Ouest : Membre de la Société botanique des Deux-Sèvres („Societatea Botanică Centrală de Vest: Membru al Societății Botanice Deux-Sèvres”), 1908
- Membru și președinte al Société d'émulation du Doubs („Societatea de emulare din Doubs”), 1908
- Membru și președinte al Société d'histoire naturelle du Doubs („Societatea de științe naturale din Doubs”)
- Membru al Société linnéenne de Lyon („Societatea Lineană din Lyon”), 1920-1945.
- Membru (1899), apoi vicepreședinte precum membru de onoare al Société mycologique de France („Societatea Micologică a Franței”)
- Cavaler al Legiunii de onuare, 1911

## Publicații (selecție)

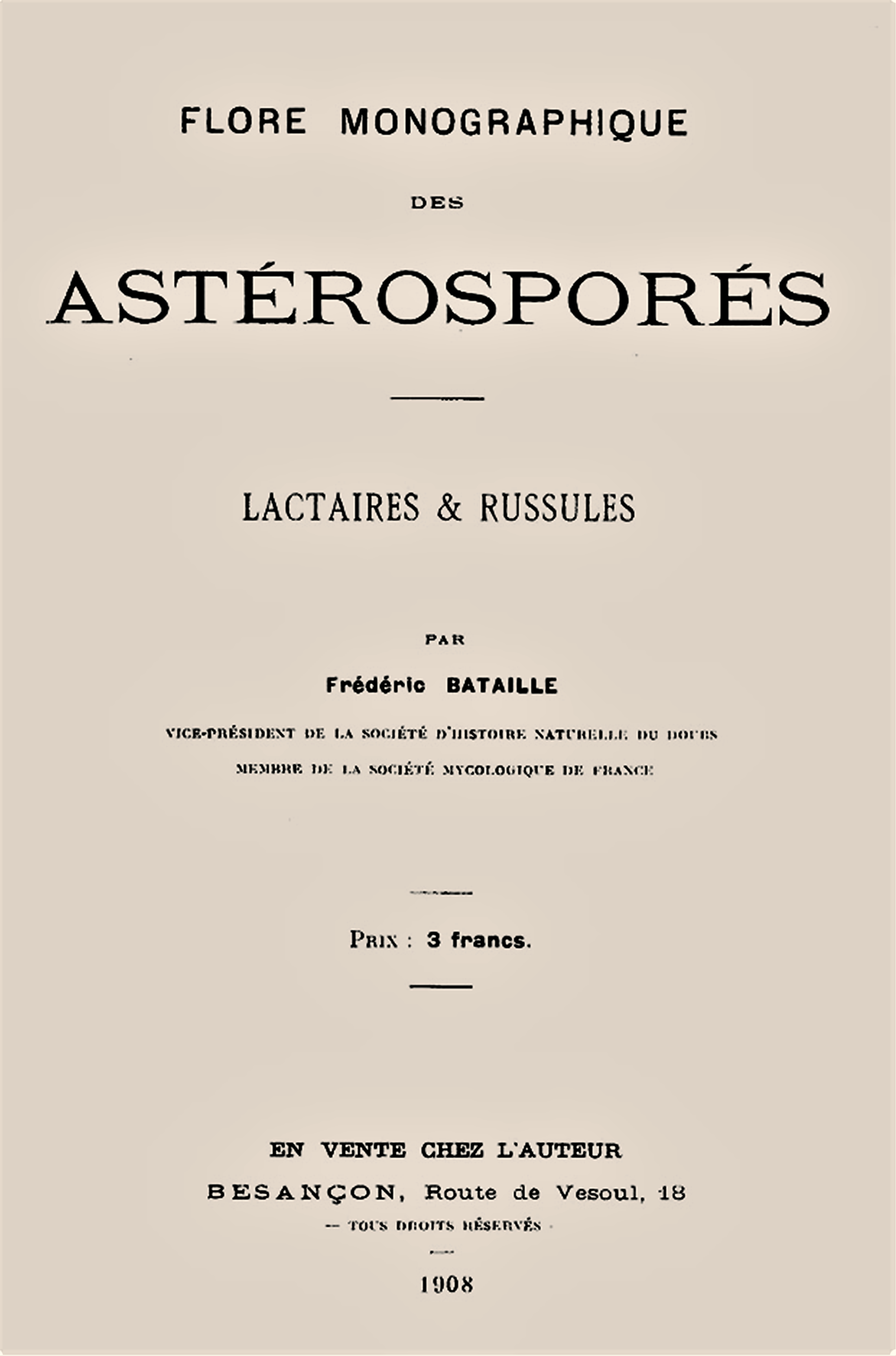
Flore monographique des Asterospores, 1908

Bataille  a lăsat în urmă o mulțime de lucrări literare și micologice, printre altele:
| - Le Pinson de la mansarde, Editura Sandoz et Fischbacher, Paris 1875, 64 p. - Le Carquois, sonnets (1876-1879), avec une préface en vers de Joséphin, Editura Soulary, Besançon 1879, 308 p. - Une Lyre. Les fusains mignons, Le carnaval de muses, La fête nationale, Sonnets, Poèsies diverses (1883) - Le clavier d'or: sonnets (1875-1884) - Grammaire pratique de la langue française - Cours élémentaire, 2 volume, Editura G. Masson, Paris 1887, 168 p. - Poèmes du soir (1889) - Manuel méthodique pour l’enseignement du français, Editura Masson, Paris 1889, 516 p. - Les Chansons de l'école et de la famille, sur des airs populaires des provinces de France, Editura Belin frères, Paris 1890, 77 p. - Choix de poésies, avec une préface de M. Eugène Manuel, Editura P. Dupont, Paris 1892, 325 p. - Leçons pratiques de Lecture, de Récitation, de Rédaction et de Morale, 2 volume, Editura Paul Dupont, Paris 1892-1896 - Les Fables d’École et de la Jeunesse, Editura Paul Dupont, Paris 1893 - Lectures françaises illustrées de l'école: cours moyen, Editura A. Lemerre, Paris 1894, 252 p. - Lectures illustrées de l’école, 5 volume, Editura Alphonse Lemerre, Paris 1896-1903 - Flore monographique des Amanites et des Lépiotes, Editura Masson, Paris 1902 (împreună cu Lucien Quélet), 88 p. - Flore monographique des astérosporés - Lactaires et Russules, Editura autorului, Besançon 1908, 88 p. - Quelques champignons intéressants des environs de Besançon, în: Bulletin de la Société d'Histoire Naturelle du Doubs', vol. 15, 1908 - Flore monographique des Hygrophores", în: Mémoires de la Société d'émulation du Doubs, seria 8, nr. 4, p. 131-191 (1909) - Flore analytique des Inocybes d'Europe, în: Bulletin de la Société d'histoire naturelle du Doubs, nr. 18 (1910) | - Flore monographique des cortinaires (1911) - Flore analytique des morilles et des helvelles (1911) - Flore monographique des marasmes d'Europe (1919) - Flore analytique et descriptive des Tubéroidées de l'Europe et de l'Afrique du Nord, în: Bulletin de la Société Mycologique de France, nr 37, p. 155-207 (1921) - Flore analytique et descriptive des Hyménogastracées d'Europe, în: Bulletin de la Société Mycologique de France, nr. 39, p. 157-196 (1923) - Les bolets: classification et détermination des espèces (1923) - Les réactions macrochimiques chez les champignons, suivies d'indications sur la morphologie des spores (1948, postum) - Flore monographique des amanites et des lépiotes, Editura Masson et C°, Paris 1902, 88 p., (împreună cu Lucien Quélet) - Sonnets, Mémoires de la Société d'émulation du Doubs, vol. II, seria 8, 1907, 4 p. - Les Bolets, classification et détermination des espèces, în: Bulletin de la Société d'histoire naturelle du Doubs, nr. 15, 1908, 30 p. - Champignons rares des environs de Besançon, în: Bulletin de la Société d'histoire naturelle du Doubs, nr. 16, mai-decembrie 1909, 7 p. - Flore analytique des inocybes d'Europe, în: Bulletin de la Société d'histoire naturelle du Doubs, nr. 18, 1910, 27 p. - Le Couteau (poésie) , în: Mémoires de la Société d'émulation du Doubs, 1911, 3 p. - La Jeune Comté et les 'Jeunes poètes comtois, Editura A. Lemerre, Paris 1911, 52 p. - Flore analytique des morilles et des helvelles, Editura autorului, Besançon 1911, 44 p. - Flore monographique des Marasmes d'Europe, în: Bulletin de la Société d'histoire naturelle du Doubs, nr. 30, 1917, 40 p. - Découverte de réactions colorées permettant de distinguer les Amanites vénéneuses d'après les expériences de M. Barlot, în: Annales de la Société Linnéenne de Lyon, nr. 67, 1921, p. 61-62 - Un nouveau Cortinaire, în: Annales de la Société Linnéenne de Lyon, nr. 67, 1921, p. 63 - Les Mérules d'Europe, în: Annales de la Société Linnéenne de Lyon, nr. 70, 1924, p. 134-138 - Les Bolets. Classification et détermination des espèces, Editura P. Lechevalier, Paris 1923, 30 p. - Les champignons qui tuent, în: Bulletin mensuel de la Société linnéenne de Lyon, 1928, nr. 7, 1928, p. 115 - Russula insignis Quélet, 16è supplém. aux Champignons du Jura et des Vosges, în: Bulletin mensuel de la Société linnéenne de Lyon, 1929, nr. 8 (7), p. 47 - Monographie des Exoascacées d'Europe, în: Annales de la Société Linnéenne de Lyon, nr. , 1935, p. 121-134 - Les Réactions macrochimiques chez les champignons, suivies d'indications sur la morphologie des spores Editura P. Lechevallier, Paris, 1948, 172 p. (postum) |